# Saint-Mars-la-Jaille
Saint-Mars-la-Jaille foi uma comuna francesa na região administrativa da Pays de la Loire, no departamento de Loire-Atlantique. Estendia-se por uma área de 20,06 km². Em 2010 a comuna tinha 6 676 habitantes (densidade: 332,8 hab./km²).
Em 1 de janeiro de 2018, passou a formar parte da comuna de Vallons-de-l'Erdre.